# Henry Dodge
Pour les articles homonymes, voir Dodge (homonymie).
Henry Dodge (12 octobre 1782 – 19 juin 1867) est un militaire et homme politique américain. Membre du Parti démocrate, il fut gouverneur du territoire du Wisconsin de 1836 à 1841 puis de 1845 à 1848, délégué à la Chambre des représentants des États-Unis pour le territoire du Wisconsin de 1841 à 1845 puis sénateur des États-Unis pour le Wisconsin de 1848 à 1857.
Il est le demi-frère du sénateur du Missouri Lewis F. Linn (en) et le père du sénateur de l'Iowa Augustus C. Dodge.

## Biographie
Henry Dodge est né le 12 octobre 1782 à Vincennes dans l'Indiana. Il déménage en 1796 dans le Missouri et s'installe à Sainte-Geneviève puis à Galena dans l'Illinois où il exploite une mine de plomb. En 1827, il part pour le Wisconsin — qui fait alors partie du territoire du Michigan — et s'installe près de la ville actuelle de Dodgeville.
Il participe à la guerre de Black Hawk de 1832 ainsi qu'à l'expédition Dodge-Leavenworth dans le Sud-Ouest en 1834 avant d'être nommé gouverneur du territoire du Wisconsin de 1836 à 1841. Il est ensuite élu délégué à la Chambre des représentants des États-Unis pour le territoire du Wisconsin de 1841 à 1845 sous les couleurs du Parti démocrate, puis redevient gouverneur du territoire de 1845 à 1848, date à laquelle le Wisconsin devient un État de l'Union. Dodge siège ensuite au Sénat des États-Unis pour le Wisconsin de 1848 à 1857. Cette année-là, il décline la proposition du président Franklin Pierce de devenir gouverneur du territoire de Washington et se retire de la vie politique.
Il meurt le 19 juin 1867 à Burlington en Iowa.